# Championnats du monde de course en montagne longue distance 2015
Navigation
2014 2016
Les Championnats du monde de course en montagne longue distance 2015 sont une compétition de course en montagne qui s'est déroulée le 4 juillet 2015 à Zermatt en Suisse. C'est le marathon de Zermatt qui accueille les championnats. Il s'agit de la douzième édition de l'épreuve.

## Résultats
Le Kényan Francis Maina Ngare et l'Américain Andy Wacker prennent les commandes sur la première moitié du parcours de 42,2 km. L'Italien Tommaso Vaccina parvient à les doubler en seconde partie de course pour s'offrir le titre en 3 h 1 min 51 s. L'Américain parvient à s'accrocher pour aller chercher la deuxième place. Le podium est complété par l'Italien Francesco Puppi alors que Francis Maina Ngare termine finalement dixième. L'Italie remporte le classement par équipes devant les États-Unis. Les coureurs kényans, qui ont souffert dans la dernière montée, parviennent tout de même à remporter le bronze.
La Suissesse Martina Strähl domine la course féminine et remporte aisément le titre. Elle devance la Française Aline Camboulives de plus de huit minutes. L'Italienne Catherine Bertone complète le podium. Avec trois athlètes dans le top 10, la Suisse s'impose au classement par équipes devant l'Italie et les États-Unis.

### Individuel
| Rang               | Athlète               | Pays       | Temps           |
| ------------------ | --------------------- | ---------- | --------------- |
| Médaille d'or      | Tommaso Vaccina       | Italie     | 3 h 1 min 51 s  |
| Médaille d'argent  | Andy Wacker           | États-Unis | 3 h 3 min 51 s  |
| Médaille de bronze | Francesco Puppi       | Italie     | 3 h 4 min 14 s  |
| 4                  | Shaban Mustafa        | Bulgarie   | 3 h 7 min 12 s  |
| 5                  | Massimo Mei           | Italie     | 3 h 7 min 55 s  |
| 6                  | Mitja Kosovelj        | Slovénie   | 3 h 8 min 54 s  |
| 7                  | Paul Maticha Michieka | Kenya      | 3 h 10 min 36 s |
| 8                  | Gerd Frick            | Italie     | 3 h 11 min 4 s  |
| 9                  | Thomas Kühlmann       | Allemagne  | 3 h 11 min 25 s |
| 10                 | Francis Maina Ngare   | Kenya      | 3 h 12 min 20 s |

| Rang               | Athlète               | Pays       | Temps           |
| ------------------ | --------------------- | ---------- | --------------- |
| Médaille d'or      | Martina Strähl        | Suisse     | 3 h 21 min 38 s |
| Médaille d'argent  | Aline Camboulives     | France     | 3 h 29 min 45 s |
| Médaille de bronze | Catherine Bertone     | Italie     | 3 h 33 min 56 s |
| 4                  | Stevie Kremer         | États-Unis | 3 h 35 min 38 s |
| 5                  | Daniela Gassmann-Bahr | Suisse     | 3 h 36 min 59 s |
| 6                  | Jasmin Nunige         | Suisse     | 3 h 38 min 52 s |
| 7                  | Ivana Iozzia          | Italie     | 3 h 39 min 5 s  |
| 8                  | Conny Berchtold       | Suisse     | 3 h 43 min 42 s |
| 9                  | Francesca Iachemet    | Italie     | 3 h 43 min 56 s |
| 10                 | Tímea Merényi         | Hongrie    | 3 h 45 min 24 s |

### Équipes
| Rang               | Pays                                                         | Temps           |
| ------------------ | ------------------------------------------------------------ | --------------- |
| Médaille d'or      | Italie Tommaso Vaccina Francesco Puppi Massimo Mei           | 9 h 14 min 2 s  |
| Médaille d'argent  | États-Unis Andy Wacker Peter Maksimow Mario Mendoza          | 9 h 45 min 22 s |
| Médaille de bronze | Kenya Paul Maticha Michieka Francis Maina Ngare Isaac Kosgei | 9 h 53 min 30 s |

| Rang               | Pays                                                      | Temps            |
| ------------------ | --------------------------------------------------------- | ---------------- |
| Médaille d'or      | Suisse Martina Strähl Daniela Gassmann-Bahr Jasmin Nunige | 10 h 37 min 29 s |
| Médaille d'argent  | Italie Catherine Bertone Ivana Iozzia Francesca Iachemet  | 10 h 56 min 58 s |
| Médaille de bronze | États-Unis Stevie Kremer Brandy Erholtz Megan Kimmel      | 11 h 13 min 23 s |